# فلويد ماكميلان ديفيس
فلويد ماكميلان ديفيس (بالإنجليزية: Floyd MacMillan Davis)‏ هو رسام أمريكي، ولد في 8 أبريل 1896 في شيكاغو في الولايات المتحدة، وتوفي في 25 أكتوبر 1966 في نيويورك في الولايات المتحدة.